# Sindong-eup
Sindong-eup (koreanska: 신동읍) är en köping i Sydkorea. Den ligger i kommunen Jeongseon-gun i provinsen Gangwon, i den nordöstra delen av landet, 155 km öster om huvudstaden Seoul.